# Orthodes temperans
Orthodes temperans är en fjärilsart som beskrevs av Walker 1858. Orthodes temperans ingår i släktet Orthodes och familjen nattflyn. Inga underarter finns listade i Catalogue of Life.